# Ras al-Khaimah
Ras al-Khaimah (arapski: رأس الخيمة‎, rās al-Khaymah, u slobodnom prijevodu "vrh šatora"), prije znan kao Julfar, emirat je u sastavu Ujedinjenih Arapskih Emirata. Emirat se nalazi na sjeveru zemlje uz granicu s Omanom, a prostire se na površini od 1.684 četvornih kilometara, područje koje je uglavnom pustinjsko. Emiratom vlada šeik Saqr bin Mohammad al-Qassimi. Emirat je pod vodstvom šeika Saqr bin Muhammada al-Qasimija pristupio federaciji UAE 11. veljače 1972. godine.
Glavni grad, u kojem živi pretežni dio stanovništva emirata, također se zove Ras al-Khaimah. Grad ima 263.217 stanovnika (2008.).